# Бастеликачча
Бастеликачча (фр. Bastelicaccia, корс. Bastilicaccia) — коммуна во Франции, находится в регионе Корсика. Департамент коммуны — Южная Корсика. Входит в состав кантона Аяччо-5. Округ коммуны — Аяччо.
Код INSEE коммуны — 2A032.

## Население
Население коммуны на 2008 год составляло 3217 человек.
| 1962 | 1968 | 1975 | 1982 | 1990 | 1999 | 2008 |
| ---- | ---- | ---- | ---- | ---- | ---- | ---- |
| 705  | 779  | 887  | 1504 | 2072 | 2769 | 3217 |

## Экономика
В 2007 году среди 2132 человек в трудоспособном возрасте (15—64 лет) 1563 были экономически активными, 569 — неактивными (показатель активности — 73,3 %, в 1999 году было 68,3 %). Из 1563 активных работали 1428 человек (772 мужчины и 656 женщин), безработных было 135 (51 человек и 84 женщины). Среди 569 неактивных 179 человек были учащимися или студентами, 186 — пенсионерами, 204 были неактивными по другим причинам.